# Васил Сеизов
Васил Коцев Сеизов е български журналист и общественик от Македония.

## Биография
Сеизов е роден на 19 декември 1899 година в тиквешкия град Кавадарци, тогава в Османската империя. Баща му Коце Сеизов е революционер от ВМОРО, осъждан от турската власт на 101 години затвор и участник в Тиквешкото въстание. Брат му Христо Сеизов е деец на ММТРО. Получава основното си образование в родния град, но заради началото на Балканската война от 1912 година не успява да завърши трети клас. През 1914 година със собствени средства и заедно с дезертьори от сръбската армия бяга в България. Установява се в Струмица, който тогава е в границите на България, завършва прогимназия и започва да работи, за да се самоиздържа. Там се запознава с Киро Илиев и Дино Кьосев. Участва като доброволец в Първата световна война. Уволнява се с чин фелдфебел и е награден с орден „За храброст“. За кратко работи в Кавадарци като писар в местното акцизно управление, а след това учи в новооткритата Скопска гимназия, където се запознава с Димитър Талев. През 1918 година е изпратен като войник в Разград, но скоро след това войната приключва.
Връща се в новосъздаденото Кралство на сърби, хървати и словенци и завършва педагогическа гимназия в Ягодина. Между 1921 и 1925 година е сръбски учител в Банат, Черна гора и други. Присъединява се към Югославската комунистическа партия, в която по това време единствено на дневен ред стои македонският въпрос. Заради дейността си е арестуван, но след седмица е освободен. Следва във Висшата педагогическа школа в Белград между 1925 и 1928 година, но през януари 1927 година е арестуван от сръбските власти, заради произнесена реч на български. Затворен е до месец май същата година в затвора в Кавадарци, където неколкократно бива пребит. На 20 май и 11 юни е съден, успоредно с провеждащия се Скопски студентски процес срещу дейци на ММТРО, но е оправдан поради липса на доказателства и скоро след това освободен. Заедно с него са арестувани студентът Иван Митков, Тодор Габев от околийското управление, ковачът Благой Падиков и кафеджията Пешо Грозданов. В този период е нелегален сътрудник на вестник „Македонско дело“.
Още през 1928 година се установява в София и става сътрудник във вестник „Зора“ на Данаил Крапчев. Кореспондент е на „Хърватски дневник“ и загребската агенция „Кроация“. През 1932 година завършва Консулско-дипломатическия отдел на Свободния университет. Заедно с него по време на разразилите се братоубийствени борби във ВМРО се срещат с ръководителя на протогеровисткото крило Михаил Шкартов, за да уговорят примирие с крилото на михайловистите. През 1930 година дейци на ВМРО от крилото на Иван Михайлов правят опит да привлекат на своя страна Васил Сеизов. Между 1933 и 1934 година е стипендиант на българо-полското споразумение по печата във Варшава, след което е кореспондент на полски вестници в София, сред които и вестник „Куриер Варшавски“. През 1937 година е редактор на „Вестник на вестниците“.
След разгрома на Югославия от Нацистка Германия през 1941 година влиза във Вардарска Македония с други български общественици. Изнася тържествени речи в Неготино, Кавадарци и други, и участва в посрещането на българската войска.
След освобождението на Битоля през април 1941 година, на 23 май Васил Сеизов оглавява кавадарския български акционен комитет. От името на комитета праща приветствено писмо до цар Борис ІІІ, в което пише:
| „ | Българското население в Тиквеш (Кавадарци и околията), прочута крепост на българщината, е неописуемо щастливо, че слънцето на свободата вече грее и над мъченическа до вчера Македония. То приветствува най-почтително своя любим цар, царя на всички българи и моли по-скоро цяла и неделима Македония да бъде включена в границите на обединена България. | “ |

Телеграмата му до министър-председателя Богдан Филов гласи:
| „ | Българите от Кавадарци и околията споделят своята неописуема радост с шефа на българското правителство по повод освобождението на класическата българска земя Македония и очакват с нетърпение българската държава да поеме цялата власт в нея. | “ |

Брат му Тодор Сеизов става комунистически партизанин, но разочарован от антибългаризма на сръбските партизани се предава в Кавадарци.
През май 1943 година Васил Сеизов е мобилизиран като главен редактор на войнишкия вестник „Устрем“ в Белград.
Арестуван е след Деветосептемврийския преврат от 1944 година, осъден е за „великобългарски шовинизъм“ на 3 години, но е помилван и освободен през 1946 г. Занимава с обществена дейност към Отечествения фронт, Македонското дружество „Гоце Делчев“, Българо-съветското дружество и други, а също и с преводачество към Българо-югославското дружество, Дирекция на печата, в. „Работническо дело“ и други, както и към Генералния щаб на Българската народна армия.
Архивите му са предадени от Централен партиен архив на Държавна агенция „Архиви“ през 1990 година и съдържат биографични документи, документи за творческата му дейност, за обществена и службена дейност, лична кореспонденция, снимки и други. Умира през 1975 година в София.